# 翁吉拉·伦威莱
翁吉拉·倫威萊，或译作沃恩吉萊·勒姆威拉伊（羅馬化：Ornjira Larmwilai，1985年2月14日—），小名邦（羅馬化：Pang），毕业于泰國曼谷的國立法政大學商業及會計學院的英語商業管理部。代表作有《丘比特的圈套》、《花环夫人》、《心的牵引》、《邻居密友》、《星星的房子》、《策划·爱》、《爱越边界》等。

## 早年经历
翁吉拉在18歲的参与試演而進入泰國娛樂圈。

## 影視作品

### 電影
- 《太陽的死亡》
- 《避雷針》
- 《第十九個屍體》